# Langelsheim (stacja kolejowa)
Langelsheim (niem. Bahnhof Langelsheim) – stacja kolejowa w Langelsheim, w kraju związkowym Dolna Saksonia, w Niemczech. Według DB Station&Service ma kategorię 6.

## Położenie
Stacja znajduje się na południowy wschód od Langelsheim bezpośrednio na zachód od drogi powiatowej 35 do Wolfshagen im Harz; południem biegnie obwodnica Langelsheim, droga .

## Linie kolejowe
- Linia Neuekrug-Hahausen –  Goslar
- Linia Vienenburg – Langelsheim
- Linia Langelsheim – Altenau (Oberharz)

## Połączenia
| Linia | Trasa                                                                           | Takt        | Przewoźnik kolejowy |
| ----- | ------------------------------------------------------------------------------- | ----------- | ------------------- |
| RB 82 | Bad Harzburg – Goslar – Langelsheim – Seesen – Kreiensen                        | dwugodzinny | DB Regio Nord       |
| RB 82 | Bad Harzburg – Goslar – Langelsheim – Seesen – Kreiensen – Northeim – Göttingen | dwugodzinny | DB Regio Nord       |